# Parafia Niepokalanego Poczęcia Najświętszej Maryi Panny w Wierbce
Parafia Niepokalanego Poczęcia Najświętszej Maryi Panny w Wierbce – parafia rzymskokatolicka, znajdująca się w diecezji kieleckiej, w dekanacie żarnowieckim.